# Кобаяси, Такидзи
Такидзи Кобаяси (яп. 小林 多喜二 Кобаяси Такидзи, 1 декабря 1903 года — 20 февраля 1933 года) — японский пролетарский писатель
.

## Биография
Родился в городе Одатэ префектуры Акита в крестьянской семье, затем семья переехала в портовый город Отару на Хоккайдо. После окончания учёбы в университете работал в банке. Рассказы начал писать ещё во время учёбы. Основой мотив — конфликт обездоленных с миром наживы. К концу 1920-х годов стал видным представителем японской пролетарской литературы. Одна из самых известных книг автора — роман «Краболов» (Kanikosen) — написанный в 1929 году и рассказывающий историю о самоорганизации японских рыбаков для противостояния жестокой эксплуатации, популярен до сих пор и был переиздан в 2008 году тиражом в 417 тыс. экземпляров , а также переведён на корейский язык. В 1931 году Кобаяси вступил в Коммунистическую партию Японии. После участия в протестах против агрессии Японии в Китае вынужден был уйти в подполье, однако впоследствии при встрече с провокатором был арестован политической полицией и умер под пытками.

## Память

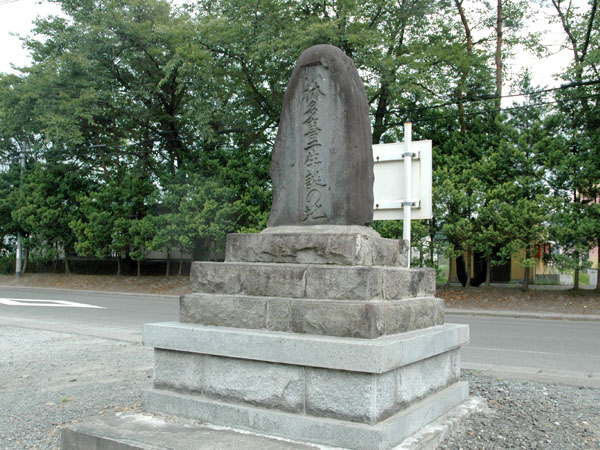
Памятник в честь Такидзи Кобаяси перед железнодорожной станцией Shimokawazoi в городе Одате

В 1953 году по роману «Краболов» снят одноимённый фильм.
В 1973 году перевод на английский язык романов «Краболов» и «Отсутствующий помещик» был спонсирован ЮНЕСКО.
В 1974 году снят фильм о жизни Такидзи Кобаяси.
В 2009 году вышла ещё одна экранизация романа «Краболов», созданная режиссёром Сабу (Хироюки Танака).

## Произведения
- «Кэн» (1922)
- «Затравили собаками» (1926)
- «Снегозащитная роща» (1928)
- «15-е марта» (1928)
- «Отсутствующий помещик» (1929)
- «Краболов» (1929)
- «Фабричная ячейка» (1930)
- «Организатор» (1931)
- «Жизнь для партии» (1932)

## Книги
- Такидзи Кобаяси. Избранное. Государственное издательство художественной литературы, 1957 г. 464 с.